# Give ’em Hell, Harry!
Give ’em Hell, Harry! ist ein biographischer Film und Theaterstück aus dem Jahr 1975, geschrieben vom Dramatiker Samuel Gallu. Film wie Drama sind eine One-Man-Show über den ehemaligen Präsidenten der Vereinigten Staaten Harry S. Truman. Regie führten Steve Binder und Peter H. Hunt.

## Herkunft des Titels
Der Titel geht auf einen Vorfall während des Präsidentschaftswahlkampfes 1948 zurück. In Bremerton, Washington, hielt Truman eine Rede, in der er die Republikaner angriff. Während der Rede rief ein Anhänger: "Gib ihnen die Hölle, Harry!" Truman antwortete: „Ich mache ihnen nicht die Hölle heiß. Ich sage nur die Wahrheit über sie, und sie denken, es sei die Hölle“. In der Folge wurde „Give ’em Hell, Harry!“ zum Lebensmotto der Truman-Anhänger.

## Premiere
Die Vorpremiere des Stücks fand in Hershey, Pennsylvania, statt, gefolgt von der offiziellen Eröffnung im Ford’s Theatre in Washington, D.C. Die Premiere am 17. April 1975 moderierte Trumans Tochter Margaret in Anwesenheit des Präsidenten Gerald Ford. Danach ging das Stück auf eine Tournee durch sechs Städte, während der es auf der Bühne des Moore Theatre in Seattle im Live-Schnittverfahren Theatrovision aufgezeichnet wurde.
Obwohl das Stück regelmäßig wiederaufgeführt wurde, feierte es seine New Yorker Premiere erst im Juli 2008 im St. Luke’s Theatre. Clifton Truman Daniel spielte seinen Großvater in der Titelrolle in mehreren Aufführungen im Jahr 2023.

## Auszeichnungen
| Auszeichnung        | Kategorien                     | Nominierten    | Resultat  | Ref.  |
| ------------------- | ------------------------------ | -------------- | --------- | ----- |
| Academy Awards      | Bester Hauptdarsteller         | James Whitmore | Nominiert | [ 2 ] |
| Golden Globe Awards | Bester Hauptdarsteller – Drama | James Whitmore | Nominiert | [ 3 ] |
| Grammy Awards       | Best Spoken Word Recording     | James Whitmore | Gewonnen  | [ 4 ] |

Give ’em Hell, Harry! ist erst der dritte Film, für den die gesamte Besetzung (Whitmore) für einen Oscar nominiert wurde. Die ersten beiden waren Wer hat Angst vor Virginia Woolf? 1966, für den fast alle Darsteller außer den Statisten nominiert waren, und Mord mit kleinen Fehlern 1972.